# Campeonato Sudamericano Sub-20 de 1999
El Campeonato Sudamericano Sub-20 de 1999 se llevó a cabo en Argentina, en las ciudades de Mar del Plata y Tandil, entre el 5 de enero y el 25 de enero de 1999.
Argentina se coronó bicampeona (logrando su tercer título en total) y clasificó para la Copa Mundial de Fútbol Sub-20 de 1999, al que también clasificaron Uruguay, Brasil y Paraguay.

## Participantes
Participaron en el torneo los equipos representativos de las 10 asociaciones nacionales afiliadas a la Confederación Sudamericana de Fútbol:
| Equipos participantes | Equipos participantes | Equipos participantes | Equipos participantes | Equipos participantes |
| --------------------- | --------------------- | --------------------- | --------------------- | --------------------- |
| Argentina             | Bolivia               | Brasil                | Chile                 | Colombia              |
| Ecuador               | Paraguay              | Perú                  | Uruguay               | Venezuela             |

## Sedes
| Tandil Mar del Plata | Tandil               |
| -------------------- | -------------------- |
| Tandil Mar del Plata | Municipal San Martín |
| Tandil Mar del Plata | Capacidad: 4 000     |
| Tandil Mar del Plata |                      |
| Tandil Mar del Plata | Mar del Plata        |
| Tandil Mar del Plata | J. M. Minella        |
| Tandil Mar del Plata | Capacidad: 35 000    |
| Tandil Mar del Plata |                      |

## Fechas y resultados

### Primera fase
Los 10 equipos participantes en la primera fase se dividieron en dos grupos de cinco equipos cada uno. Luego de una liguilla simple (a una sola rueda de partidos), pasaron a segunda ronda los equipos que ocuparon las posiciones primera, segunda y tercera de cada grupo.
En caso de empate en puntos en cualquiera de las posiciones, la clasificación se determina siguiendo en orden los siguientes criterios:
- Diferencia de goles.
- Cantidad de goles marcados.
- El resultado del partido jugado entre los empatados.
- Por sorteo.

#### Grupo A
| Equipo    | Pts. | PJ | PG | PE | PP | GF | GC | Dif |
| --------- | ---- | -- | -- | -- | -- | -- | -- | --- |
| Argentina | 12   | 4  | 4  | 0  | 0  | 12 | 1  | 11  |
| Chile     | 9    | 4  | 3  | 0  | 1  | 12 | 4  | 8   |
| Perú      | 6    | 4  | 2  | 0  | 2  | 4  | 8  | -4  |
| Venezuela | 3    | 4  | 1  | 0  | 3  | 5  | 14 | -9  |
| Ecuador   | 0    | 4  | 0  | 0  | 4  | 3  | 9  | -6  |

| 5 de enero de 1999 | Chile                | 2:0 | Ecuador | Estadio José María Minella, Mar del Plata                             |                                                                       |
|                    | Neira 27' · Moya 30' |     |         | Asistencia: 2.000 espectadores Árbitro(s): Carlos Amarilla (Paraguay) | Asistencia: 2.000 espectadores Árbitro(s): Carlos Amarilla (Paraguay) |

| 5 de enero de 1999 | Venezuela  | 1:4 | Argentina                                           | Estadio José María Minella, Mar del Plata                             |                                                                       |
|                    | Arango 39' |     | Duscher 64' · Farías 68' · Galletti 70' · Aimar 89' | Asistencia: 11.656 espectadores Árbitro(s): Jorge Larrionda (Uruguay) | Asistencia: 11.656 espectadores Árbitro(s): Jorge Larrionda (Uruguay) |

| 7 de enero de 1999 | Perú            | 2:1 | Venezuela   | Estadio José María Minella, Mar del Plata                          |                                                                    |
|                    | Balbín 27', 90' |     | Sequera 17' | Asistencia: 2.000 espectadores Árbitro(s): Felipe Russi (Colombia) | Asistencia: 2.000 espectadores Árbitro(s): Felipe Russi (Colombia) |

| 7 de enero de 1999 | Argentina         | 2:0 | Ecuador | Estadio José María Minella, Mar del Plata                        |                                                                  |
|                    | Galletti 28', 30' |     |         | Asistencia: 7.422 espectadores Árbitro(s): Carlos Simon (Brasil) | Asistencia: 7.422 espectadores Árbitro(s): Carlos Simon (Brasil) |

| 11 de enero de 1999 | Venezuela | 0:6 | Chile                                                                   | Estadio José María Minella, Mar del Plata                      |                                                                |
|                     |           |     | Córdova 18', 64' · Neira 43' · Pizarro 75' · García 83' · Gutiérrez 87' | Asistencia: 2.000 espectadores Árbitro(s): Juan Luna (Bolivia) | Asistencia: 2.000 espectadores Árbitro(s): Juan Luna (Bolivia) |

| 11 de enero de 1999 | Perú | 0:2 | Argentina                  | Estadio José María Minella, Mar del Plata                              |                                                                        |
|                     |      |     | Aimar 32' · Montenegro 80' | Asistencia: 10.600 espectadores Árbitro(s): Carlos Amarilla (Paraguay) | Asistencia: 10.600 espectadores Árbitro(s): Carlos Amarilla (Paraguay) |

| 13 de enero de 1999 | Ecuador    | 1:2 | Perú                      | Estadio José María Minella, Mar del Plata                            |                                                                      |
|                     | Bonito 65' |     | Almanza 80' · Cordero 88' | Asistencia: 2.000 espectadores Árbitro(s): Jorge Larrionda (Uruguay) | Asistencia: 2.000 espectadores Árbitro(s): Jorge Larrionda (Uruguay) |

| 13 de enero de 1999 | Argentina                                  | 4:0 | Chile | Estadio José María Minella, Mar del Plata                           |                                                                     |
|                     | Crosa 24' · Galleti 35', 57' · Duscher 85' |     |       | Asistencia: 13.998 espectadores Árbitro(s): Felipe Russi (Colombia) | Asistencia: 13.998 espectadores Árbitro(s): Felipe Russi (Colombia) |

| 15 de enero de 1999 | Chile                              | 4:0 | Perú | Estadio José María Minella, Mar del Plata                        |                                                                  |
|                     | García 19', 32' · Córdova 49', 78' |     |      | Asistencia: 1.000 espectadores Árbitro(s): Carlos Simon (Brasil) | Asistencia: 1.000 espectadores Árbitro(s): Carlos Simon (Brasil) |

| 15 de enero de 1999 | Ecuador                | 2:3 | Venezuela                             | Estadio José María Minella, Mar del Plata                      |                                                                |
|                     | Mejía 52' · Bonito 63' |     | Sequera 36' · Chacon 76' · Arango 91' | Asistencia: 1.000 espectadores Árbitro(s): Juan Luna (Bolivia) | Asistencia: 1.000 espectadores Árbitro(s): Juan Luna (Bolivia) |

#### Grupo B
| Equipo   | Pts. | PJ | PG | PE | PP | GF | GC | Dif |
| -------- | ---- | -- | -- | -- | -- | -- | -- | --- |
| Paraguay | 10   | 4  | 3  | 1  | 0  | 7  | 3  | 4   |
| Brasil   | 8    | 4  | 2  | 2  | 0  | 8  | 2  | 6   |
| Uruguay  | 7    | 4  | 2  | 1  | 1  | 8  | 3  | 5   |
| Colombia | 1    | 4  | 0  | 1  | 3  | 4  | 8  | -4  |
| Bolivia  | 1    | 4  | 0  | 1  | 3  | 4  | 15 | -11 |

| 6 de enero de 1999 | Uruguay      | 1:0 | Colombia | Estadio General San Martín, Tandil                                             |                                                                                |
|                    | Chevanton 9' |     |          | Asistencia: 3.200 espectadores Árbitro(s): Ángel Sánchez (árbitro) (Argentina) | Asistencia: 3.200 espectadores Árbitro(s): Ángel Sánchez (árbitro) (Argentina) |

| 6 de enero de 1999 | Bolivia | 0:4 | Brasil                                                         | Estadio General San Martín, Tandil                             |                                                                |
|                    |         |     | Eriberto 4' · Cassio Lincoln 40' · Fábio Aurélio 76' · Edu 90' | Asistencia: 2.600 espectadores Árbitro(s): Jorge Torres (Perú) | Asistencia: 2.600 espectadores Árbitro(s): Jorge Torres (Perú) |

| 8 de enero de 1999 | Paraguay                     | 2:1 | Bolivia    | Estadio General San Martín, Tandil                               |                                                                  |
|                    | Santa Cruz 69' · Escobar 80' |     | García 53' | Asistencia: 3.000 espectadores Árbitro(s): José Carpio (Ecuador) | Asistencia: 3.000 espectadores Árbitro(s): José Carpio (Ecuador) |

| 8 de enero de 1999 | Brasil                                            | 3:1 | Colombia   | Estadio General San Martín, Tandil                            |                                                               |
|                    | Matuzalem 18' · Rodrigo Gral 43' · Ronaldinho 64' |     | Molina 88' | Asistencia: 3.000 espectadores Árbitro(s): Guido Aros (Chile) | Asistencia: 3.000 espectadores Árbitro(s): Guido Aros (Chile) |

| 10 de enero de 1999 | Bolivia      | 1:7 | Uruguay                                                                                   | Estadio General San Martín, Tandil                                    |                                                                       |
|                     | Aguilera 52' |     | Pellegrini 10' · Chevanton 21', 33' · Forlán 42' · Canobbio 78' · Carreño 79' · Bueno 88' | Asistencia: 2.000 espectadores Árbitro(s): Luis Solórzano (Venezuela) | Asistencia: 2.000 espectadores Árbitro(s): Luis Solórzano (Venezuela) |

| 10 de enero de 1999 | Paraguay      | 1:1 | Brasil           | Estadio General San Martín, Tandil                                             |                                                                                |
|                     | Santa Cruz 1' |     | Rodrigo Gral 69' | Asistencia: 4.000 espectadores Árbitro(s): Ángel Sánchez (árbitro) (Argentina) | Asistencia: 4.000 espectadores Árbitro(s): Ángel Sánchez (árbitro) (Argentina) |

| 12 de enero de 1999 | Uruguay | 0:2 | Paraguay                   | Estadio General San Martín, Tandil                                             |                                                                                |
|                     |         |     | Cabañas 18' · Da Silva 51' | Asistencia: 3.000 espectadores Árbitro(s): Ángel Sánchez (árbitro) (Argentina) | Asistencia: 3.000 espectadores Árbitro(s): Ángel Sánchez (árbitro) (Argentina) |

| 12 de enero de 1999 | Colombia               | 2:2 | Bolivia                   | Estadio General San Martín, Tandil                             |                                                                |
|                     | Victoria 31' · Gil 18' |     | Gutiérrez 57' · Apuri 84' | Asistencia: 3.000 espectadores Árbitro(s): Jorge Torres (Perú) | Asistencia: 3.000 espectadores Árbitro(s): Jorge Torres (Perú) |

| 14 de enero de 1999 | Colombia | 1:2 | Paraguay                  | Estadio General San Martín, Tandil                                    |                                                                       |
|                     | Díaz 17' |     | Cabañas 11' · Gavilán 46' | Asistencia: 2.100 espectadores Árbitro(s): Luis Solórzano (Venezuela) | Asistencia: 2.100 espectadores Árbitro(s): Luis Solórzano (Venezuela) |

| 14 de enero de 1999 | Brasil | 0:0 | Uruguay | Estadio General San Martín, Tandil                               |  |
|                     |        |     |         | Asistencia: 2.100 espectadores Árbitro(s): José Carpio (Ecuador) |  |

### Fase final
| Equipo    | Pts. | PJ | PG | PE | PP | GF | GC | Dif |
| --------- | ---- | -- | -- | -- | -- | -- | -- | --- |
| Argentina | 12   | 5  | 4  | 0  | 1  | 9  | 2  | 7   |
| Uruguay   | 8    | 5  | 2  | 2  | 1  | 5  | 4  | 1   |
| Brasil    | 7    | 5  | 2  | 1  | 2  | 14 | 8  | 6   |
| Paraguay  | 6    | 5  | 2  | 0  | 3  | 6  | 8  | -2  |
| Perú      | 5    | 5  | 1  | 2  | 2  | 4  | 14 | -10 |
| Chile     | 4    | 5  | 1  | 1  | 3  | 8  | 10 | -2  |

| 17 de enero de 1999, 17:30 | Perú                      | 2:1 | Paraguay   | Estadio José María Minella, Mar del Plata                            |                                                                      |
|                            | Cordero 15' · Carrión 75' |     | Cuevas 84' | Asistencia: 2.000 espectadores Árbitro(s): Ángel Sánchez (Argentina) | Asistencia: 2.000 espectadores Árbitro(s): Ángel Sánchez (Argentina) |

| 17 de enero de 1999, 20:00 | Brasil                       | 2:3 | Chile                       | Estadio José María Minella, Mar del Plata                            |                                                                      |
|                            | Edu 23' · Marcio Carioca 83' |     | Pizarro 5' · Neira 12', 55' | Asistencia: 2.000 espectadores Árbitro(s): Jorge Larrionda (Uruguay) | Asistencia: 2.000 espectadores Árbitro(s): Jorge Larrionda (Uruguay) |

| 17 de enero de 1999, 22:30 | Argentina | 0:1 | Uruguay   | Estadio José María Minella, Mar del Plata                              |                                                                        |
|                            |           |     | Pouso 23' | Asistencia: 17.880 espectadores Árbitro(s): Carlos Amarilla (Paraguay) | Asistencia: 17.880 espectadores Árbitro(s): Carlos Amarilla (Paraguay) |

| 19 de enero de 1999, 17:30 | Chile    | 1:2 | Uruguay                     | Estadio José María Minella, Mar del Plata                        |                                                                  |
|                            | Moya 50' |     | Chevanton 31' · Carreño 42' | Asistencia: 2.000 espectadores Árbitro(s): Carlos Simon (Brasil) | Asistencia: 2.000 espectadores Árbitro(s): Carlos Simon (Brasil) |

| 19 de enero de 1999, 20:00 | Paraguay      | 1:3 | Brasil                                  | Estadio José María Minella, Mar del Plata                          |                                                                    |
|                            | Maldonado 44' |     | Ronaldinho 17' · Edu 62' · Marcinho 89' | Asistencia: 5.000 espectadores Árbitro(s): Felipe Russi (Colombia) | Asistencia: 5.000 espectadores Árbitro(s): Felipe Russi (Colombia) |

| 19 de enero de 1999, 22:30 | Perú | 0:5 | Argentina                                           | Estadio José María Minella, Mar del Plata                     |                                                               |
|                            |      |     | Rivarola 2', 28' · Galletti 5', 35' · Cambiasso 61' | Asistencia: 7.846 espectadores Árbitro(s): Guido Aros (Chile) | Asistencia: 7.846 espectadores Árbitro(s): Guido Aros (Chile) |

| 21 de enero de 1999, 17:30 | Uruguay | 0:0 | Perú | Estadio José María Minella, Mar del Plata                             |  |
|                            |         |     |      | Asistencia: 3.000 espectadores Árbitro(s): Luis Solórzano (Venezuela) |  |

| 21 de enero de 1999, 20:00 | Chile                       | 2:3 | Paraguay                       | Estadio José María Minella, Mar del Plata                       |                                                                 |
|                            | Pizarro 20' · Mirosevic 75' |     | Vera 26', 45' · Santa Cruz 66' | Asistencia: 15.000 espectadores Árbitro(s): Juan Luna (Bolivia) | Asistencia: 15.000 espectadores Árbitro(s): Juan Luna (Bolivia) |

| 21 de enero de 1999, 22:30 | Argentina                 | 2:1 | Brasil  | Estadio José María Minella, Mar del Plata                             |                                                                       |
|                            | Galletti 43' · Farias 87' |     | Edu 66' | Asistencia: 31.301 espectadores Árbitro(s): Jorge Larrionda (Uruguay) | Asistencia: 31.301 espectadores Árbitro(s): Jorge Larrionda (Uruguay) |

| 23 de enero de 1999, 17:30 | Paraguay      | 1:0 | Uruguay | Estadio José María Minella, Mar del Plata                        |                                                                  |
|                            | Fernández 78' |     |         | Asistencia: 5.000 espectadores Árbitro(s): Carlos Simon (Brasil) | Asistencia: 5.000 espectadores Árbitro(s): Carlos Simon (Brasil) |

| 23 de enero de 1999, 20:00 | Chile | 0:1 | Argentina     | Estadio José María Minella, Mar del Plata                         |                                                                   |
|                            |       |     | Montenegro 4' | Asistencia: 12.000 espectadores Árbitro(s): José Carpio (Ecuador) | Asistencia: 12.000 espectadores Árbitro(s): José Carpio (Ecuador) |

| 23 de enero de 1999, 22:30 | Perú | 0:6 | Brasil                                                | Estadio José María Minella, Mar del Plata                          |                                                                    |
|                            |      |     | Edu 3' · Rodrigo Gral 16', 35', 38', 77' · Maricá 57' | Asistencia: 500 espectadores Árbitro(s): Ángel Sánchez (Argentina) | Asistencia: 500 espectadores Árbitro(s): Ángel Sánchez (Argentina) |

| 25 de enero de 1999, 17:30 | Perú                 | 2:2 | Chile                       | Estadio José María Minella, Mar del Plata                      |                                                                |
|                            | Alva 53' · Ascoy 63' |     | Córdova 74' · Maldonado 85' | Asistencia: 5.000 espectadores Árbitro(s): Juan Luna (Bolivia) | Asistencia: 5.000 espectadores Árbitro(s): Juan Luna (Bolivia) |

| 25 de enero de 1999, 20:00 | Uruguay                 | 2:2 | Brasil                            | Estadio José María Minella, Mar del Plata                           |                                                                     |
|                            | Sorondo 27' · Pouso 55' |     | Rodrigo Gral 34' · Ronaldinho 82' | Asistencia: 15.000 espectadores Árbitro(s): Felipe Russi (Colombia) | Asistencia: 15.000 espectadores Árbitro(s): Felipe Russi (Colombia) |

| 25 de enero de 1999, 22:30 | Argentina    | 1:0 | Paraguay | Estadio José María Minella, Mar del Plata                              |                                                                        |
|                            | Galletti 53' |     |          | Asistencia: 23.000 espectadores Árbitro(s): Luis Solórzano (Venezuela) | Asistencia: 23.000 espectadores Árbitro(s): Luis Solórzano (Venezuela) |

## Campeón
| Argentina         |
| Campeón Argentina |
| 3º título         |

## Clasificados alMundial Sub-20 Nigeria 1999
| Argentina | Uruguay | Brasil | Paraguay |
| --------- | ------- | ------ | -------- |

## Goleadores
| Jugador                  | Selección | Goles |
| ------------------------ | --------- | ----- |
| Luciano Galletti         | Argentina | 9     |
| Rodrigo Gral             | Brasil    | 7     |
| Nicolás Córdova          | Chile     | 5     |
| Edu                      | Brasil    | 5     |
| Ernesto Javier Chevantón | Uruguay   | 4     |
| Patricio Neira           | Chile     | 4     |
| Gamadiel García          | Chile     | 3     |
| David Pizarro            | Chile     | 3     |
| Ronaldinho               | Brasil    | 3     |
| Roque Santa Cruz         | Paraguay  | 3     |

### Equipo ideal
El siguiente fue el equipo ideal del torneo:
| Portero     | Defensores                                                          | Mediocampistas                                                                     | Delanteros                        |
| ----------- | ------------------------------------------------------------------- | ---------------------------------------------------------------------------------- | --------------------------------- |
| Júlio César | Nelson Cuevas Paulo da Silva Fernando Crosa Fábio Aurélio Rodrigues | Ronald Lázaro García Esteban Cambiasso Francelino Da Silva Matuzalem David Pizarro | Roque Santa Cruz Luciano Galletti |

### Premio al Fair play
El premio al Fair play se le otorgó a Argentina.